# Alejo Mabanag
Alejo Razulo Mabanag (* 4. Juli 1886 in San Fernando, Provinz La Union; † nach 1961) war ein philippinischer Jurist und Politiker der Nacionalista Party, der mehrmals Senator sowie zwischen 1959 und 1961 Justizminister war.

## Leben

### Rechtsanwalt und Kommunalpolitiker
Mabanag war nach der Schulausbildung zwischen 1903 und 1912 Angestellter im Exekutivbüro des US-amerikanischen Generalgouverneurs der Philippinen und absolvierte daneben zunächst ein grundständiges Studium an der University of Santo Tomas, das er 1908 mit einem Bachelor of Arts (B.A.) beendete. Ein anschließendes postgraduales Studium der Rechtswissenschaften an der juristischen Fakultät La Jurisprudencia schloss er 1912 mit einem Bachelor of Laws (LL.B.) und war zu dieser Zeit Leitender Angestellter im Exekutivbüro des Generalgouverneurs. 
Nachdem er 1912 auch seine anwaltliche Zulassung erhalten hatte, nahm er eine Tätigkeit als Rechtsanwalt auf und gründete eine Anwaltskanzlei in Lingayen, der Hauptstadt der Provinz Pangasinan. Zu seinen späteren Mitarbeitern gehörte auch Cipriano Primicias, der zwischen 1951 und 1963 ebenfalls Senator war.
Einige Jahre später begann Mabanag seine politische Laufbahn in der Kommunalpolitik und fungierte zwischen 1916 und 1919 als Mitglied des Gemeinderates von Lingayen.

### Senator, Richter und Staatsanwalt
1922 wurde Mabanag im zweiten Senatswahlbezirk von La Union mit überwältigender Mehrheit erstmals zum Mitglied des Senats gewählt und gehörte diesem sechs Jahre lang bis 1928 an, wobei er den Wahlbezirk zunächst mit Bernabe de Guzman und danach zwischen 1925 und 1928 gemeinsam mit Camilo Osias vertrat. Er wurde 1931 erneut im zweiten Senatswahlbezirk von La Union zum Senator gewählt und vertrat diesen Bezirk bis 1935 zusammen mit Teofilo Sison.
Nach der Gründung des Commonwealth der Philippinen am 15. November 1935 wurde Mabanag von Präsident Manuel Quezon zum Richter am Gericht der ersten Instanz von Iloilo ernannt und bekleidete diese Funktion bis 1938. Anschließend fungierte er zwischen 1938 und 1945 als Staatsanwalt von Manila.

### Wiederwahl als Senator und Justizminister
Im Anschluss kandidierte er wieder für den Senat des ersten Kongresses und wurde bei den Wahlen vom 23. April 1946 für die Nacionalista Party und erzielte mit 608.902 Stimmen (23,7 Prozent) den zehnten Platz unter 67 Kandidaten. Die ersten acht Gewählten fungierten für eine sechsjährige, vollständige Legislaturperiode als Mitglied des Senats, während die auf den Plätzen neun bis 16 Gewählten für eine dreijährige und damit halbe Legislaturperiode dem Senat als Mitglied angehörten. Mabanag gehörte damit dem Senat des ersten Kongresses für eine dreijährige Periode an. Bei den Wahlen vom 8. November 1949 kandidierte er für eine Wiederwahl, errang aber diesmal mit 1.150.818 Stimmen (32,1 Prozent) bei den acht zu vergebenden Sitzen nur den zehnten Platz. Er fungierte zeitweise als Vorsitzender des einflussreichen Ausschusses für öffentliche Rechenschaftspflicht, das sogenannte Blue Ribbon Committee, der sich mit der Aufklärung von Bestechung und Korruption in der Regierung befasst.
Bei den nächsten Wahlen vom 10. November 1953 kandidierte Mabanag auf der Liste des Präsidentschaftskandidaten der Nacionalista Party, Ramon Magsaysay, abermals für ein Senatsmandat und wurde nunmehr mit 1.846.190 Wählerstimmen (42,7 Prozent) auf dem siebten von acht zu vergebenden Sitzen gewählt und damit für eine vollständige sechsjährige Wahlperiode. Während seiner Senatszugehörigkeit war er Mitglied der Ausschüsse für Unternehmen und Franchising, für Gesetze und Verfassungszusätzung, für Reorganisation der Regierung, für Untersuchungen, für Justiz, für Arbeit und Einwanderung, für Nationale Verteidigung und Sicherheit, für Staatliche Unternehmen, für Provinz-, Stadt- und Gemeinderegierungen sowie für Verkehr und öffentlichen Dienst.
Am 14. Juli 1959 wurde Mabanag von Präsident Carlos P. Garcia als Nachfolger von Enrique A. Fernández zum Justizminister (Secretary of Justice) in dessen Kabinett berufen, dem er bis zum Ende von Garcias Amtszeit am 31. Dezember 1961 angehörte. Nachfolger als Justizminister im Kabinett des neuen Präsidenten Diosdado Macapagal wurde daraufhin Jose Diokno.

## Veröffentlichungen
- Speech of Senator Alejo Mabanag Against the Bell Act and Agreement: Delivered on the Floor of the Senate on July 1, 1946, 1946